# Zuidwest-Saksisch voetbalkampioenschap 1910/11
In 1910/11 werd het zesde voetbalkampioenschap van Zuidwest-Saksen gespeeld, dat georganiseerd werd door de Midden-Duitse voetbalbond. Chemnitzer BC werd kampioen en plaatste zich zo voor de Midden-Duitse eindronde, de club verloor meteen van FC Apelles Plauen. 

## 1. Klasse
| Plaats | Club                       | Wed. | W | G | V | Saldo | Ptn. |
| ------ | -------------------------- | ---- | - | - | - | ----- | ---- |
| 1.     | Chemnitzer BC 1899         | 10   | 7 | 0 | 3 | 48:20 | 14:6 |
| 2.     | FC Sturm 1904 Chemnitz     | 10   | 6 | 0 | 4 | 31:18 | 12:8 |
| 3.     | Mittweidaer BC 1896        | 8    | 6 | 0 | 2 | 41:18 | 12:4 |
| 4.     | FC Germania 1897 Mittweida | 7    | 4 | 1 | 2 | 20:17 | 9:5  |
| 5.     | SC Reunion 1901 Chemnitz   | 8    | 2 | 0 | 6 | 15:40 | 4:12 |
| 6.     | Mittweidaer FC 1899        | 6    | 2 | 0 | 4 | 15:20 | 4:12 |
| 7.     | Chemnitzer SC 1900         | 7    | 0 | 1 | 6 | 5:42  | 1:13 |

|  | Kampioen, geplaatst voor Midden-Duitse eindronde |